# Oleksii Krutykh
Oleksii Krutykh (Kiev, 10 de marzo de 2000) es un tenista profesional ucraniano.

## Carrera profesional
Su mejor ranking en individuales fue la posición N°185 el 19 de diciembre de 2022.

## Títulos ATP Challenger (4; 2+2)

### Individuales (2)
| N.° | Fecha                   | Torneo                 | Superficie    | Oponente en la final | Resultado        |
| --- | ----------------------- | ---------------------- | ------------- | -------------------- | ---------------- |
| 1.  | 28 de agosto de 2022    | Challenger de Praga II | Tierra batida | Lucas Gerch          | 6-3, 6-7(2), 6-2 |
| 2.  | 27 de noviembre de 2022 | Challenger de Valencia | Tierra batida | Luca Van Assche      | 6-2, 6-0         |

### Dobles (2)
| N.º | Fecha                   | Torneo                   | Superficie    | Pareja             | Oponentes en la final             | Resultado   |
| --- | ----------------------- | ------------------------ | ------------- | ------------------ | --------------------------------- | ----------- |
| 1.  | 11 de diciembre de 2021 | Challenger de Antalya IV | Dura          | Yu Hsiou Hsu       | Sanjar Fayziev Markos Kalovelonis | 6-1, 7-6(5) |
| 2.  | 28 de agosto de 2022    | Challenger de Praga II   | Tierra batida | Oriol Roca Batalla | Ivan Sabanov Matej Sabanov        | 6-3, 7-6(3) |